# جون باركر (سياسي أمريكي)
جون باركر (بالإنجليزية: John Parker)‏ هو سياسي أمريكي، ولد في 27 ديسمبر 1810. حزبياً، نشط في الحزب الجمهوري. وقد انتخب عضو جمعية ولاية نيويورك.